# Ferdy Sambo
Pour les articles homonymes, voir Sambo (homonymie).
Ferdy Sambo, né le 9 février 1973 à Barru, est un général indonésien.

## Biographie
Il était auparavant chef de la division professionnelle et de sécurité de la police nationale avec le grade d'inspecteur général. Il est connu pour avoir été impliqué dans le meurtre de son adjudant, Nofriansyah Yosua Hutabarat,. Il a été décrit comme le "cerveau" du meurtre, dans lequel Hutabarat a été abattu 12 fois avec un Glock 17,.
Le 13 février 2023, à l'issue d'un procès de trois mois devant le tribunal de district de Jakarta Sud, Sambo a été reconnu coupable et condamné à mort,,. Le 15 février 2023, Sambo a interjeté appel de sa peine, deux jours après sa condamnation. Cependant, le 12 avril 2023, le tribunal du district sud de Jakarta a rejeté l'appel, confirmant la peine initiale. En conséquence, l'exécution de Sambo devrait se dérouler comme prévu,.